# Jean Hegland
Jean Hegland (Pullman, Washington, noviembre de 1956) es una novelista estadounidense.

## Biografía
Nació y se crio en Pullman, Washington, cerca de la frontera estatal de Washington e Idaho. Su madre fue profesora de inglés de enseñanza secundaria y universitaria, así como bibliotecaria de la escuela secundaria de Pullman durante muchos años, y su padre fue profesor de inglés en la Universidad Estatal de Washington.
Hegland comenzó sus estudios universitarios en el Fairhaven College de Bellingham, Washington, y recibió su BA en Artes Liberales de la Universidad Estatal de Washington en 1979. En 1984, después de pasar por varios de trabajos -desde hacer vidrieras para empresas locales hasta servicio de limpieza en un asilo de ancianos-, recibió una maestría en Retórica y Enseñanza de la Composición por la Universidad del Este de Washington.
En 1991, cuando dio a luz a su segundo hijo, publicó su primer libro de no ficción sobre el tema del embarazo, The Life Within: Celebration of a Pregnancy, en el que cruzó su propia experiencia, datos científicos y diversas investigaciones sobre las creencias y costumbres de diferentes culturas sobre el tema. El libro, inicialmente rechazado por unas cincuenta editoriales, fue finalmente aceptado por Humana Press.

## Novelas
Su primera novela, Into the Forest, fue publicada inicialmente en edición de bolsillo por la editorial feminista sin ánimo de lucro CALYX y posteriormente en tapa dura por la editorial Bantam Books, la cual compró los derechos a CALYX. Into the Forest narra la historia de la relación entre dos hermanas en su paso a la edad adulta justo en el momento en el que la sociedad tecnológicamente dependiente en la que nacieron se desintegra e intentan sobrevivir solas en el bosque de secuoyas del norte de California. El libro fue un superventas en 1998 dentro de la categoría "librerías independientes" del New York Times, y ha sido traducido a once idiomas. En 2017 se realizó una exitosa nueva traducción al francés editada por Gallmeister. Into the Forest fue llevada al cine por la directora canadiense Patrizia Rozema en 2015. Protagonizada por Elliot Page y Evan Rachel Wood, la película fue estrenada en el Festival Internacional de Cine de Toronto de ese mismo año.
La segunda novela de Hegland, Windfalls (Atria/Simon & Schuster, 2004, Washington Square Press 2005) explora el valor del trabajo, el arte y los lazos familiares, así como el vínculo entre las mujeres y sus hijos.
La novela más reciente de Hegland, Still Time, trata sobre un experto en Shakespeare que es víctima de la enfermedad de Alzheimer y lucha por llegar a un acuerdo con su hija, de la que se ha distanciado, utilizando las únicas herramientas que permanecen a su alcance: su comprensión y amor por las últimas obras de Shakespeare.

## Obra

### En Inglés
Novela
- Into the Forest. New York: Bantam Books, 1997.
- Windfalls. New York: Atria Books, 2004.
- Still Time. New York: Arcade, 2015.

No ficción
- The Life Within: Celebration of a Pregnancy, Humana Press, 1991

### Traducida al español
- En el corazón del bosque. Ed. Errata Naturae, 2020. Traducción de R. M. Bassols. ISBN 978-84-17800-51-2